# Gülle

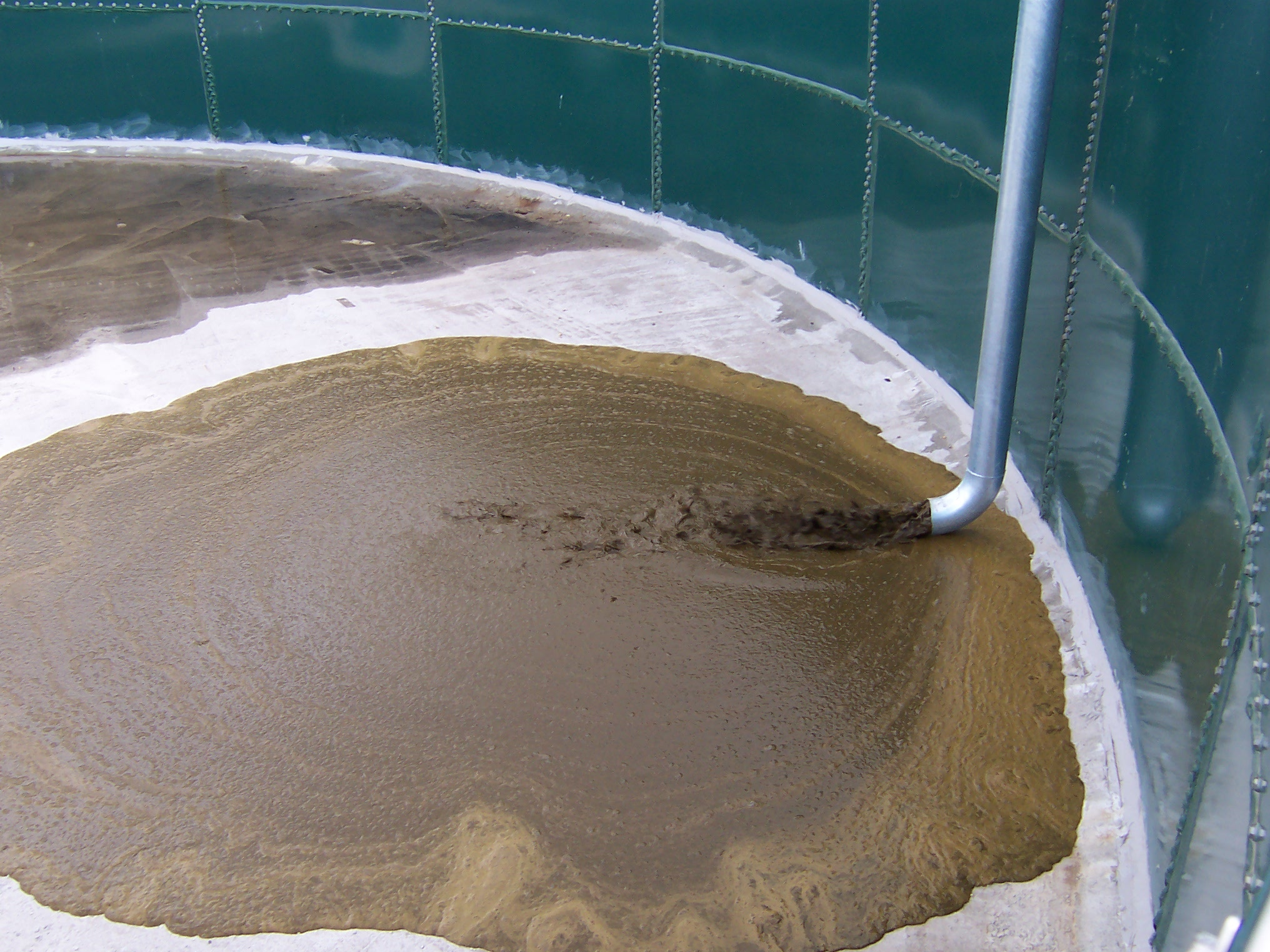
Einfüllung frischer Gülle in ein offenes Güllesilo

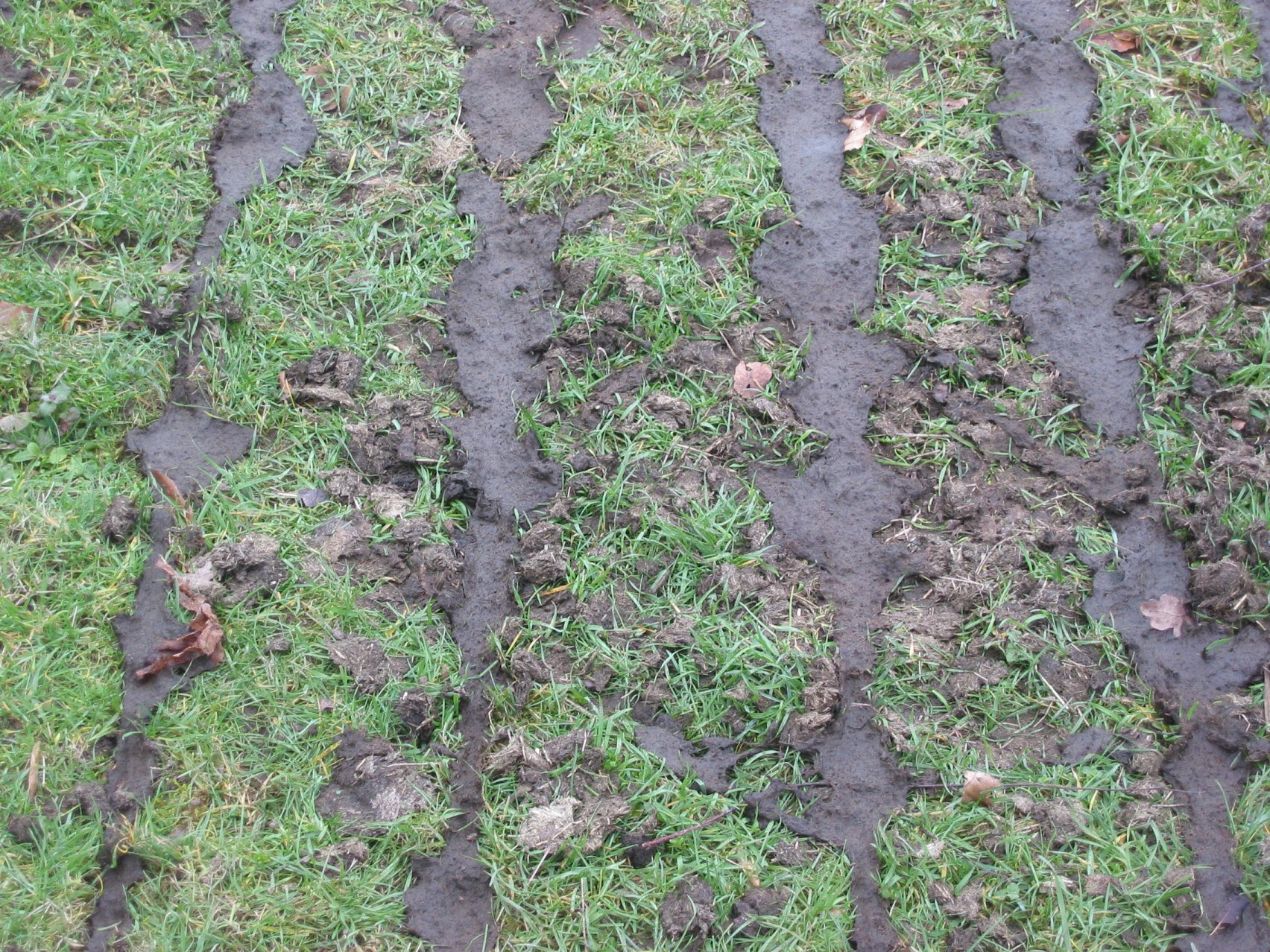
Gülle nach der bodennahen Ausbringung auf einer Weide

Gülle ist ein natürlich anfallender Wirtschaftsdünger, der hauptsächlich aus Abfallstoffen der landwirtschaftlichen Nutztierhaltung wie Urin und Kot besteht.
Je nach Beigabe von Einstreu und Wasser spricht man von Dick- oder Dünngülle, Schwemmmist oder Flüssigmist bzw. Jauche (vgl. Mist). Hohe Gehalte an gebundenem Stickstoff, Phosphor, Kalium, anderen Nährstoffen sowie organischer Substanz machen Gülle zu einem wichtigen Dünger, dessen Vorhandensein in landwirtschaftlichen Betrieben den Bedarf an zuzukaufenden synthetischen Düngern reduziert und im Sinne des Kreislaufgedankens direkt auf dem Hof nach guter fachlicher Praxis wieder eingesetzt werden kann. So verbleiben Wasser (Hauptbestandteil der Gülle) und Nährstoffe auf dem Hof.
Bei fachgerechtem Ausbringen von Wirtschafts- und Mineraldüngern werden die Nährstoffe vollständig durch die Pflanzen aufgenommen. Wird übermäßig gedüngt, können lösliche, überschüssige Stoffe wie Nitrat ausgewaschen werden und gelangen so ins Grundwasser und in die Vorfluter. Auch deshalb ist die Ausbringung von Dünger in Deutschland streng reglementiert. Die Vorgaben des Bundes regelt das Düngegesetz sowie die Düngeverordnung. Im Jahr 2017 und erneut 2020 hat sich das nationale Düngerecht grundlegend geändert. Es soll so zu einer Verringerung von Umweltbelastungen führen und so die Umsetzung der EG-Nitratrichtlinie sicherstellen.
In viehreichen Gebieten, insbesondere Niedersachsen und Nordrhein-Westfalen, fällt jedoch sehr viel mehr Gülle an, als die umliegenden Böden aufnehmen können. Der Gülleüberschuss führt dazu, dass die Gülle nicht nur mit Sattelschleppern, sondern auch mit Schiffen auf dem Rhein Hunderte von Kilometern quer durch Europa transportiert wird.  Bei den Erzeugerbetrieben fallen dadurch Kosten für Vermittlung und Transport der überschüssigen Gülle an. Abnehmer erhielten phasenweise die Gülle dagegen entweder kostenlos oder werden für die Abnahme bezahlt. Siehe auch weiter unten bei #Handel.
Gülle hat in Europa einen wesentlichen Anteil an der Bildung von Feinstaub in der Atmosphäre.

## Wortherkunft
Das Wort Gülle stammt ursprünglich aus dem Niederdeutschen und bedeutete so viel wie „Pfütze“ oder „Lache“. In den alemannischen Gebieten des deutschen Sprachraums (Südwestdeutschland, Schweiz) wird Gülle auch als Synonym für Jauche verwendet. Fachsprachlich bezeichnet Jauche jedoch einen Wirtschaftsdünger, der hauptsächlich aus flüssigen Exkrementen besteht.

## Güllearten
Gülle fällt insbesondere bei der Schweine- und Rinderhaltung an. Bei der Geflügelhaltung dagegen entsteht in der Regel Festmist.
Die in der Gülle enthaltenen Nährsalzanteile sind unter anderem von der Tierart, der Fütterung, dem Wassergehalt sowie von Art und Dauer der Lagerung abhängig. Gülle enthält als Gemisch u. a. die Pflanzennährstoffe Stickstoff, Phosphat, Kali und Magnesia und ist damit ein Mehrnährstoffdünger.
Schweinegülle enthält bei einem Trockensubstanz-Gehalt von 7 % je m³ im Mittel 4,9 kg Gesamt-Stickstoff, davon etwa 3,3 kg leicht verfügbar als Ammonium-Stickstoff, 2,5 kg Phosphat (berechnet als P2O5), 4,3 kg Kali und 1,2 kg Magnesia.
Milchvieh- und Rindergülle enthält je m³ bei einem Trockensubstanz-Gehalt von 8 % etwa 3,9 kg Gesamt-Stickstoff, davon etwa 2,2 kg leicht verfügbaren Ammonium-Stickstoff, 1,7 kg Phosphat (berechnet als P2O5), 4,6 kg Kali und 1,0 kg Magnesia.
Je nach pH-Wert und Zusammensetzung der Gülle kann insbesondere bei unsachgemäßer Ausbringung Ammoniak ausgasen, das nicht nur eine Belästigung durch stechenden Geruch darstellt, sondern auch ein Atemgift und eine Gefahr für das Klima sein kann. Beim Umgang mit Gülle ist zu beachten, dass weitere gefährliche Gase, wie Schwefelwasserstoff (Geruch nach faulen Eiern, Atemgift), Methangas (in bestimmten Mischungsverhältnissen mit der Luft explosiv) und Kohlenstoffdioxid (geruchlos, führt in höherer Konzentration zum Einschlafen und zum Erstickungstod.), freigesetzt werden können.

## Mengen
26,1 Millionen Schweine und 11,6 Millionen Rinder produzieren in Deutschland Urin und Kot.
Jährlich verteilen die Bauern auf deutschen Äckern und Wiesen mehr als 200 Millionen Kubikmeter flüssige Wirtschaftsdünger, davon rund die Hälfte Rindergülle und ein Drittel Biogas-Gärreste.

## Lagerung

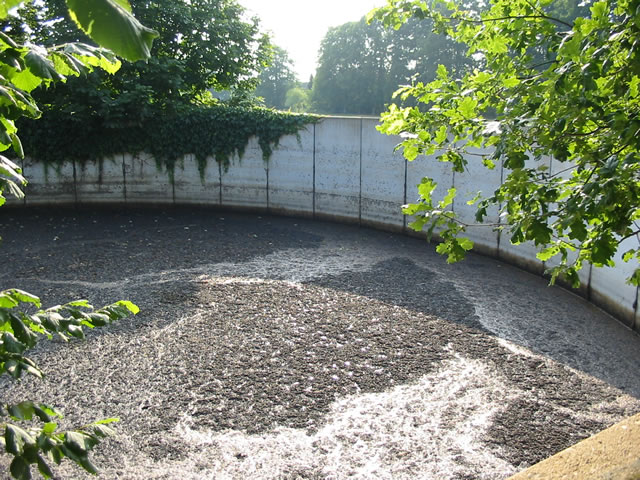
Sichtbare Schwimmschichtbildung in einem offenen Güllesilo

Da Gülle ständig anfällt, ihre Verwertung – mit wenigen Ausnahmen – jedoch nur zeitversetzt erfolgen kann, ist eine Zwischenlagerung großer Güllemengen erforderlich. Häufig sind dazu aus wirtschaftlichen wie rechtlichen Gründen mehrmonatige Lagerkapazitäten vorzuhalten.
Die Lagerung erfolgt in offenen oder geschlossenen Systemen unterschiedlicher Bauart (Güllesilos), in denen durch Absetzvorgänge verklumpte Schwimm- und Sinkschichten entstehen können. Diese beeinträchtigen die Pump- und Fließfähigkeit der Gülle, weshalb zum Aufrühren regelmäßig Güllemixer und Güllerührwerke zum Einsatz kommen.

## Nutzung und Verwertung
Grundsätzlich ist eine Gülletrocknung möglich, beispielsweise zur Erhöhung der Transportwürdigkeit. Eine Vermischung mit Trockenstoffen (z. B. Strohhäckseln) hilft, unangenehme Gerüche zu reduzieren.

### Wirtschaftsdünger

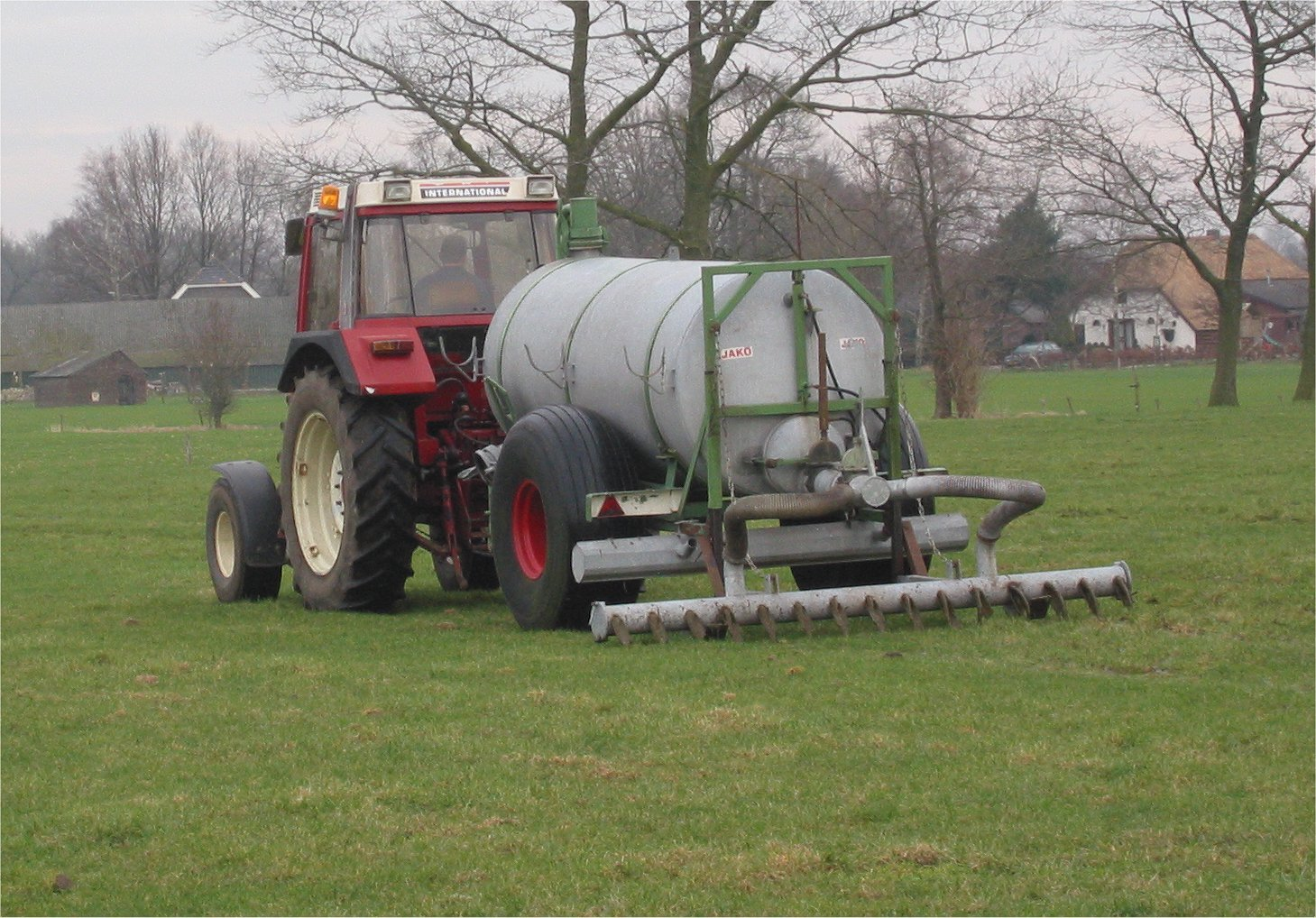
Bodennahe Gülleausbringung mit einem Güllefass auf Grünland

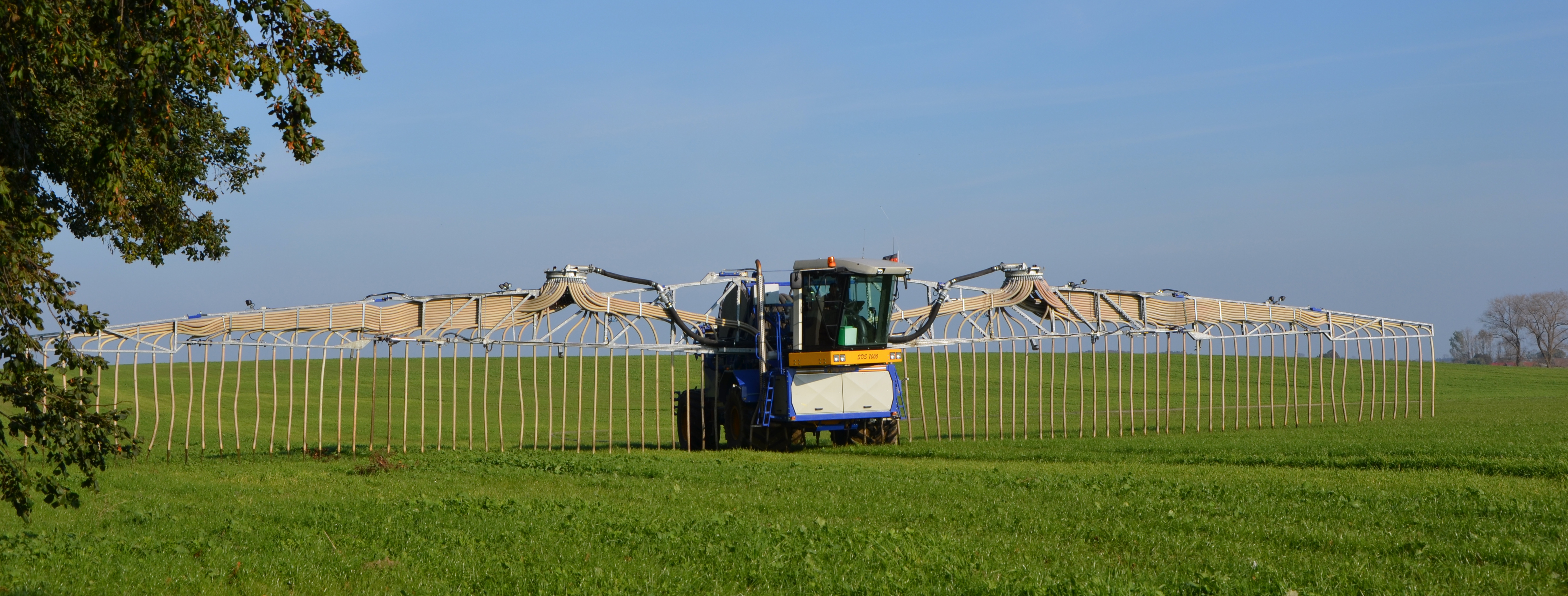
Selbstfahrender Schleppschlauch-Ausbringer

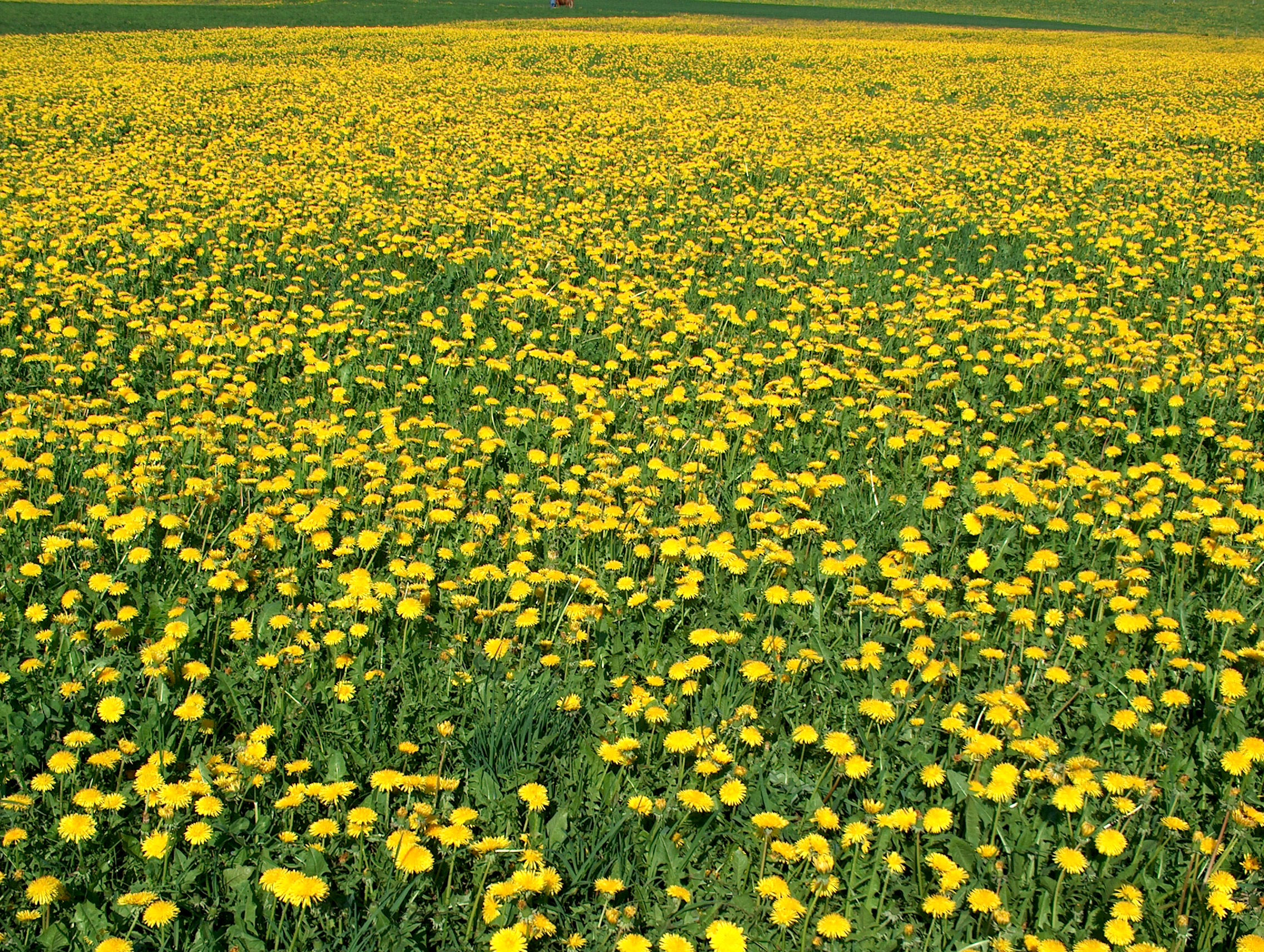
Anzeichen für Überdüngung; Massenauftreten des stickstoffliebenden Löwenzahns

Die traditionelle und übliche Gülle-Verwertungsweise ist die Ausbringung als wirtschaftseigener Dünger auf Äckern und Grünland mit einem Güllefass, das die Gülle auf der Oberfläche verteilt oder direkt in den Boden einimpft.
Dabei sind mögliche Auswirkungen auf die Umwelt zu beachten. Wird Gülle im Übermaß ausgebracht oder zu Jahreszeiten, in denen die Vegetation die enthaltenen Nährstoffe nicht aufnehmen kann (in Mitteleuropa: Winter), so steigt die Gefahr der Nährstoffauswaschung in tiefere Bodenschichten und der Einsickerung bzw. Abschwemmung (Erosion) in Grund- und Oberflächenwasser. Ammonium (NH4+), Nitrat (NO3−) und andere Gülle-Inhaltsstoffe können durch Eutrophierung in Gewässern u. a. Algenblüten verursachen und Fischsterben auslösen. Für den Gemüse- und Obstbau verbietet sich die Gülledüngung grundsätzlich, da über den Tierkot gefährliche Krankheitserreger (wie z. B. EHEC-Bakterienstämme) in die Erde gelangen können.
Die Ausbringung von Gülle auf der Bodenoberfläche – insbesondere beim Einsatz von Breitverteilern – ist mit Nährstoffverlusten verbunden, da leichtflüchtige Stickstoffverbindungen, vor allem Ammonium, verloren gehen. Die Düngeverordnung schreibt daher in § 6 die unverzügliche Einarbeitung in den Boden vor. Entsprechende technische Vorrichtungen zur Exaktverteilung sind u. a. Schleppschlauch- und Schlitzschuhverteiler an Güllefässern. Diese vermindern Emissionen und dadurch auch Nährstoffverluste und Geruchsbelästigungen.
In den 1970er und 1980er Jahren wurde in Deutschland und weiteren Ländern ein erheblicher Anstieg der Nitratgehalte im Grundwasser bemerkt. Als Hauptverursacher machten die Wasserwirtschaftsbehörden die Güllewirtschaft aus. Strengere Regelungen zur Ausbringung mit Ausbringungsverboten außerhalb der Vegetationszeit sowie die Verpflichtung der Landwirte, ausreichende Lagerkapazitäten vorzuhalten, konnten das Problem teilweise eingrenzen. Eine signifikante Senkung der Nitratgehalte im Grundwasser wurde auch durch die Einführung zusätzlicher Maßnahmen im Zuge der Europäischen Wasserrahmenrichtlinie im Jahre 2000 nicht erreicht.
Die Ausbringung von Gülle auf landwirtschaftlichen Nutzflächen unterliegt rechtlichen Beschränkungen. In Deutschland wird das Ausbringen seit 1996 durch die Düngeverordnung (DüV) geregelt, die durch ergänzende Verordnungen der Bundesländer begleitet wird. Dort ist genau definiert, was Gülle ist und zu welchen Zeiten die Ausbringung zulässig ist. Es bestehen Ausbringverbote grundsätzlich bei überschwemmten, wassergesättigten, tiefgefrorenen und schneebedeckten Böden sowie in der winterlichen Kernsperrzeit (1. bzw. 15. November bis 31. Januar).
Gülle kann Rückstände von Tierarzneimitteln und Futtermittelzusatzstoffen enthalten. Insbesondere in der Intensivtierhaltung, in welcher Antibiotika in großem Umfang eingesetzt werden, scheiden die Tiere einen Großteil der Stoffe im Kot und Urin wieder unverändert aus. Durch die Ausbringung solcher Gülle gelangen die Stoffe auch in die Umwelt. Um einer Belastung von Grundwasser durch Arzneimittelrückstände vorzubeugen, rät das Umweltbundesamt, die für Pflanzenschutzmittel geltenden Grenzwerte auch für Tierarzneimittel anzuwenden.
Im Jahr 2015 brachten 55 % aller Betriebe in Deutschland flüssigen Wirtschaftsdünger, also Gülle, Jauche oder flüssigen Gärrest aus der Biogasanlage aus. Insgesamt wurden 204 Millionen Kubikmeter flüssiger Wirtschaftsdünger auf 7,5 Millionen Hektar landwirtschaftlich genutzte Fläche ausgebracht (45 %). Rund zwei Drittel des flüssigen Wirtschaftsdüngers wurden auf Ackerland, etwa ein Drittel auf Dauergrünland verteilt. Mit einem Anteil von rund 52 % wurde am häufigsten mit Rindergülle gedüngt. Aber auch Schweinegülle (15 %) und flüssiger Gärrest aus Biogasanlagen (31 %) wurden oft benutzt. Die restlichen 2 % entfielen auf Jauche und sonstige Gülle.

### Biogaserzeugung
| Material                            | Biogasertrag in m3 pro Tonne Frischmasse | Methan- gehalt |
| ----------------------------------- | ---------------------------------------- | -------------- |
| Maissilage                          | 202                                      | 52 %           |
| Grassilage                          | 172                                      | 54 %           |
| Roggen-GPS                          | 163                                      | 52 %           |
| Zuckerrüben- Pressschnitzel siliert | 125                                      | 52 %           |
| Futterrübe                          | 111                                      | 51 %           |
| Bioabfall                           | 100                                      | 61 %           |
| Hühnermist                          | 80                                       | 60 %           |
| Schweinemist                        | 60                                       | 60 %           |
| Rindermist                          | 45                                       | 60 %           |
| Getreideschlempe                    | 40                                       | 61 %           |
| Schweinegülle                       | 28                                       | 65 %           |
| Rindergülle                         | 25                                       | 60 %           |

Vor der Ausbringung als Dünger können die von den Tieren nicht verdauten und in der Gülle enthaltenen organischen Verbindungen auch energetisch genutzt werden. Dazu wird die Gülle als Substrat im Fermenter einer Biogasanlage durch Mikroorganismen abgebaut und dabei methanreiches Biogas erzeugt, das man zur Erzeugung von Bioenergie verbrennt.
Sämtliche wichtigen Pflanzennährstoffe der Gülle finden sich nach der Vergärung auch im Gärrest, der mit der gleichen Technik wie Gülle ausgebracht werden kann. Die Pflanzenverfügbarkeit des Stickstoffs ist erhöht. Die Fließeigenschaften des Gärrests sind besser, da enthaltene organische Verbindungen abgebaut wurden. Der Gärrest tropft daher leichter von den Pflanzen ab. Durch das Entweichen von Schwefelwasserstoff und die Umsetzung zu elementarem Schwefel während der Vergärung wird zudem die Geruchsbelästigung bei der Ausbringung herabgesetzt.
Eine an die Vergärung anschließende Kompostierung kann durchgeführt werden.

### Vollaufbereitung
Nach sechsjähriger Planungs- und Bauphase wurde 2019 im münsterländischen Velen eine Aufbereitungsanlage in Betrieb genommen, die aus Überhanggülle technisch verwert- und vermarktbare Rohstoffe gewinnt, vornehmlich Stickstoff- und Phosphorverbindungen. Die Pilotanlage hat eine Kapazität von 200.000 Tonnen pro Jahr und soll 90 % des Eigenenergiebedarfs per Biogasgewinnung aus der angelieferten Gülle decken. An den Investitionen in Höhe von etwa 17 Millionen Euro sind landwirtschaftliche Betriebe aus der Umgebung mit etwa fünf Millionen Euro beteiligt, die weitere Förderung erfolgte aus Mitteln des Zweckvermögens des Bundes bei der Landwirtschaftlichen Rentenbank. Die wissenschaftliche Begleitung erfolgte durch das Kuratorium für Technik und Bauwesen in der Landwirtschaft e.V.
Im Dezember 2020 musste die Firma NDM Naturwertstoffe GmbH, welche die Anlage betreibt, einen Insolvenzantrag stellen.

## Handel

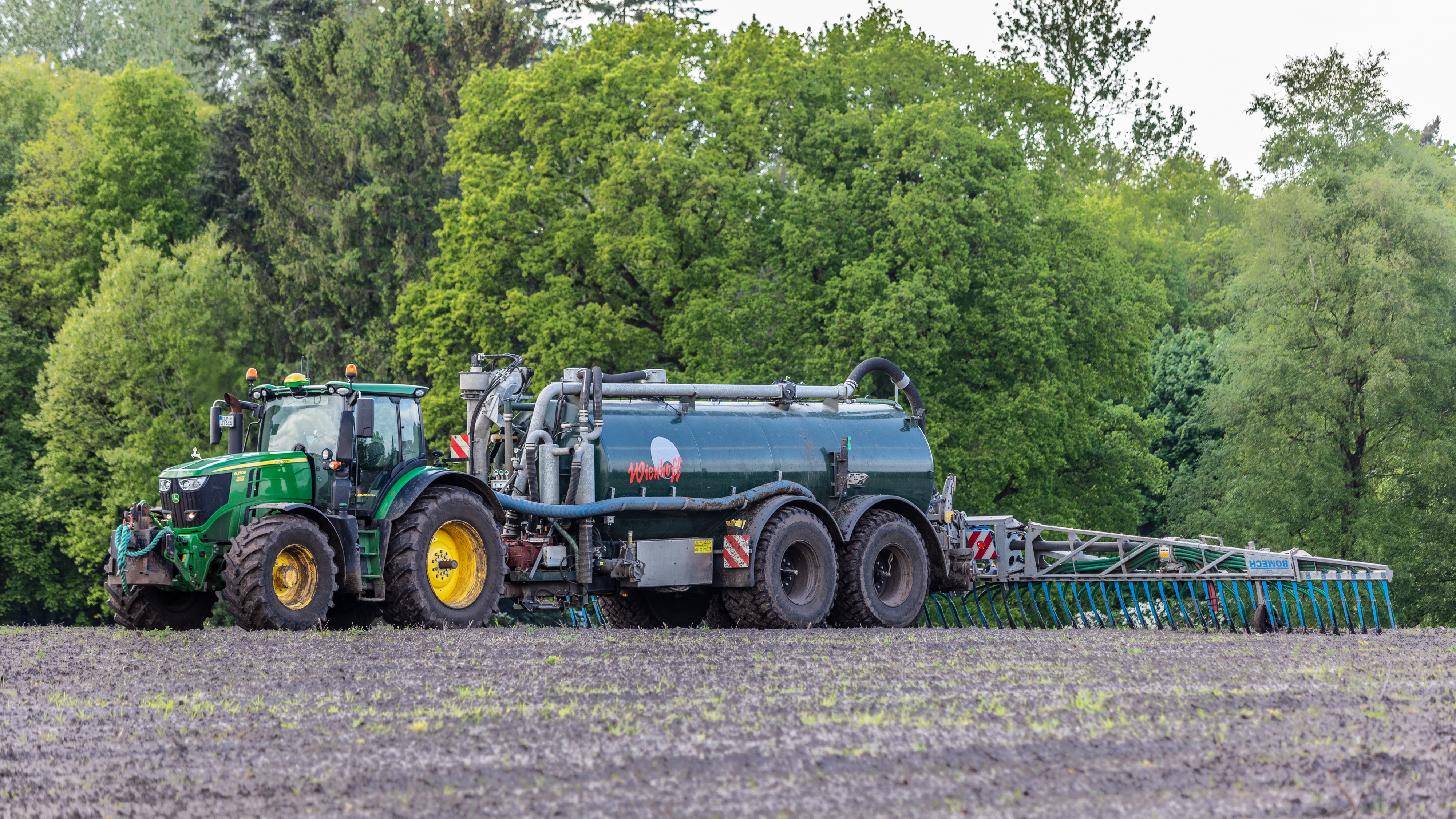
Gülleüberschüsse aus dem Landkreis Cloppenburg

An Güllebanken oder Güllebörsen wird mit Gülle gehandelt. Nachfrager sind zum Beispiel Landwirte, die selbst keine Tierhaltung betreiben, aber mit Gülle düngen wollen. Anbieter sind zum Beispiel Bauern, die über mehr Gülle verfügen, als sie selbst verwerten können.
Mit Gülle wird auch grenzüberschreitend gehandelt (Gülletourismus). Durch einen Erlass des NRW-Ministeriums für Klimaschutz, Umwelt, Landwirtschaft, Natur- und Verbraucherschutz vom 8. November 2010 ging der Gülleimport aus den Niederlanden und Belgien deutlich zurück. Laut Erlass durfte – zwecks Minimierung von Seuchengefahren – nur noch Gülle importiert werden, die drucksterilisiert wurde (bei 133 °C und 3 bar für 20 min). In den Niederlanden gab es 2010 nur sehr wenige Anlagen zur Drucksterilisation. Im Jahr 2011 wurde in NRW der genehmigungsfreie Import von verarbeiteter Gülle (60 min. bei 70 °C hitzeinaktiviert) erlaubt. In Nordrhein-Westfalen wurden 2018 mehr Kontrollen gegen illegale Gülleimporte gefordert.
Während der Preis für Gülle, je nach Region und Herkunft lange Jahre negativ war, d. h. Abnehmer der Gülle noch Zuzahlungen erhielten, steigt der Preis für Gülle seit Mitte 2021 massiv an. Grund ist die extreme Verteuerung von Erdgas, das Hauptproduktionsfaktor von mineralischem Stickstoffdünger ist. Die Verteuerung hat zu einer massiven Nachfrageerhöhung nach Gülle als organischer Ersatz für Mineraldünger geführt, weshalb trotz der erheblichen Mengen an Gülle, die in der Massentierhaltung anfallen, der Bedarf nicht gedeckt werden kann.

## Weblinks

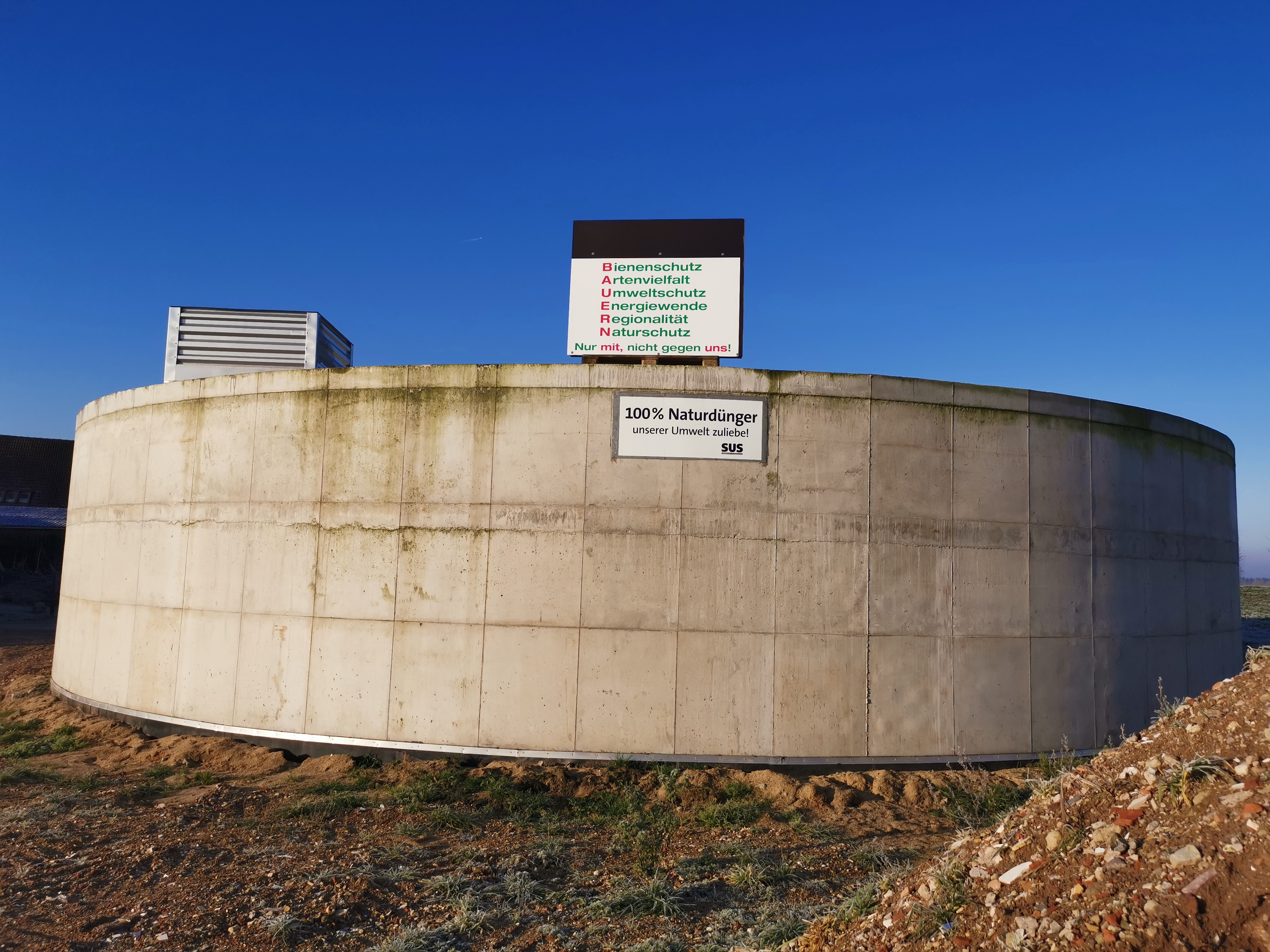
Gülletank mit Umweltschild